# Zapasy na Igrzyskach Panamerykańskich 1963
Turniej w ramach Igrzysk w São Paulo 1963 

## Tabela medalowa
|   | Państwo           |   |   |   | Razem: |
| - | ----------------- | - | - | - | ------ |
| 1 | Stany Zjednoczone | 8 | 0 | 0 | 8      |
| 2 | Kanada            | 0 | 2 | 2 | 4      |
| 3 | Wenezuela         | 0 | 2 | 1 | 3      |
| 4 | Meksyk            | 0 | 1 | 2 | 3      |
| 5 | Argentyna         | 0 | 1 | 1 | 2      |
| 5 | Panama            | 0 | 1 | 1 | 2      |
| 7 | Gwatemala         | 0 | 1 | 0 | 1      |
| 8 | Portoryko         | 0 | 0 | 1 | 1      |
|   | razem:            | 8 | 8 | 8 | 24     |

## Wyniki

### W stylu wolnym
| Waga   | złoty             | srebrny          | brązowy               |
| ------ | ----------------- | ---------------- | --------------------- |
| 52 kg  | Andy Fitch        | Jorge Rosado     | Carlos Zapata         |
| 57 kg  | William G.Riddle  | Eduardo Campbell | Ernest Chornomydz     |
| 63 kg  | Ron Finley        | Matti Jutila     | Mario Tovar           |
| 70 kg  | Gregory Ruth      | Jose Azzari      | Kurt Boese            |
| 78 kg  | Joseph Fitzgerald | Julio Graffigna  | Juan Flores           |
| 87 kg  | James Ferguson    | Bob Steckle      | Juan Miranda Saldivar |
| 97 kg  | John Barden       | César Ferreras   | Juan Carlos Lisa      |
| +97 kg | Joe Israel James  | Santiago Karam   | Sión Cóhen            |